# Käflingsbergturm
Der Käflingsbergturm ist ein 55 Meter hoher Aussichts-, Feuerwach- und Mobilfunksendeturm in der Kernzone I des Müritz-Nationalparks auf dem Gemeindegebiet von Kargow in Mecklenburg-Vorpommern, nahe dem Ortsteil Speck. Der Turm hat seinen Namen vom Käflingsberg, der mit 100,3 m ü. NN höchsten Erhebung im weiten Umkreis.

## Geschichte
Vor dem Bau des Käflingsbergturmes plante T-Mobile zur Abdeckung eines bisher nicht mit Mobilfunk versorgten Gebietes die Aufstellung eines Gittermastes im Dorf Speck. Etwa zeitgleich sollte bei Klockow ein neuer Feuerwachturm entstehen. Es kam die Idee zum Bau eines multifunktionalen Turms, wodurch Kosten eingespart und der Eingriff in die Natur des Nationalparks auf einen Standort beschränkt werden konnte, womit man nicht zuletzt dem vom Gesetzgeber aufgestellten Gebot der Eingriffsminderung gerecht wurde. Der Baubeginn war bereits für 1998 geplant, erfolgte aufgrund der Eigentumsverhältnisse der Zuwege zum Baugrundstück jedoch erst am 16. August 1999, nachdem die DeTeImmobilien nach Klärung der offenen Fragen im April 1999 die Baugenehmigung erhielt. Die Bauabnahme und Übergabe an den Mobilfunkbetreiber erfolgten am 21. Dezember 1999, die Eröffnung für Besucher am 19. April 2000.
Die Investitionen für das Bauwerk wurden von der Deutschen Telekom getätigt, in deren Besitz der Käflingsbergturm auch für fünf Jahre verblieb. Das Nationalparkamt übernahm in dieser Zeit die Verantwortung für die Feuerwachkanzel und die Aussichtsplattform, welche mietfrei genutzt werden konnten. 2005 ging der Turm in den Besitz des Landes Mecklenburg-Vorpommern über.

## Funktionen

### Touristenattraktion
Eine Treppe mit 167 Stufen führt zu der Aussichtsplattform in 31 Meter Höhe, diese befindet sich somit etwa 131 Meter über Normalhöhennull und 69 Meter über dem Wasserspiegel der etwa fünf Kilometer westlich gelegenen Müritz. Von der Plattform hat man Ausblick auf die ausgedehnten Waldgebiete des Müritz-Nationalparks, verschiedene Seen und das Havelquellgebiet. Bei klarem Wetter kann man bis zu den Städten Waren (Müritz), Röbel, Neustrelitz und manchmal sogar Neubrandenburg sehen. Der Turm ist von Mai bis Oktober für Besucher zugänglich und von Speck aus am besten zu Fuß oder mit dem Fahrrad zu erreichen. Am Käflingsberg befindet sich zudem eine Haltestelle der Müritz-Buslinie.
Für die Besteigung des Turms wird offiziell kein Eintritt verlangt, sondern lediglich um eine Spende zur Erhaltung des Bauwerks gebeten.

### Feuerwachturm und Mobilfunksendeanlage

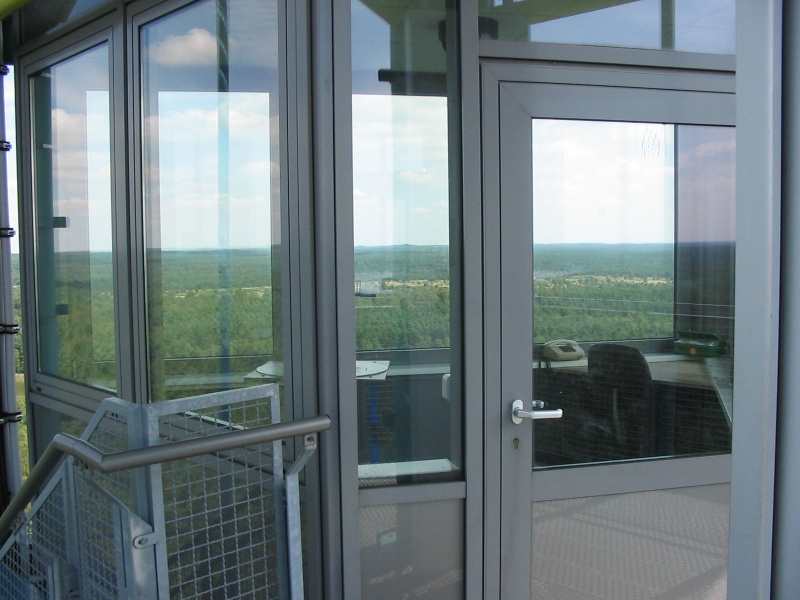
Feuerwachplattform

Die hohe und zentrale Lage innerhalb eines großen Waldgebietes ermöglicht eine lückenlose Waldbrandüberwachung sowie die Brandlokalisierung durch Sichtkontakt zu benachbarten Feuerwachtürmen. Die Überwachungskanzel befindet sich in 36 Meter Höhe. Darüber befindet sich eine Basisstation des Betreibers T-Mobile.

## Architektur und technische Angaben
Der Käflingsbergturm ist ein freistehender Stahlfachwerkturm mit dreieckigem Querschnitt. Zur Aussichtsplattform sowie zur Feuerwachkanzel führt eine offene Stahltreppe. Ein Aufzug ist nicht vorhanden. Die drei Eckstiele des Turms sind durch einen vierschichtigen minttürkisen (RAL 6033) Anstrich vor Korrosion geschützt. Querverbindungen und Stahlträger zur Treppenbefestigung sind in Gelb gehalten.